# Qin Shi Huang
Pierwszy Cesarz Qin (chiń. Qin Shi Huang; ur. 259 p.n.e., zm. 210 p.n.e.), nazywany czasem po prostu Pierwszym Cesarzem – pierwszy władca Cesarstwa Chińskiego, który w 221 r. p.n.e. zjednoczył Chiny, podbijając kolejno pozostałe sześć państw chińskich czym zakończył Okres Walczących Królestw.
Po ustanowieniu cesarstwa dążył do integracji Chin, m.in. zunifikował pismo, miary, wagi, walutę, administrację, gospodarkę i armię. Jest jednak postacią kontrowersyjną, gdyż porządek w państwie utrzymywał, stosując despotyczne metody rządzenia, w tym terror.
Zjednoczenie i unifikacja przesądziły o losach Chin, które do dziś pozostają (w zasadzie) jednym państwem, choć rozmiarami dorównują kontynentowi europejskiemu i są bardzo zróżnicowane językowo oraz etnicznie.

## Imię, nazwisko i tytulatura
Przyszły pierwszy cesarz miał na imię Zheng (chiń. 政), dlatego przez historyków jest często określany jako król Zheng. Nie jest to jednak poprawne połączenie, bo imię używane było wyłącznie przez członków najbliższej rodziny. Podobnie niehistoryczny jest tytuł książę Zheng (do czasu wstąpienia na tron). Przed zjednoczeniem Chin władca był znany swoim poddanym po prostu jako Król Qinu.
Inną utartą, acz historycznie niepoprawną formą podawania imienia króla, jest łączenie go z nazwiskiem rodowym (xing) – Ying Zheng (贏政). W przeciwieństwie do czasów obecnych, w ówczesnych Chinach imienia i nazwiska nie używano łącznie. Jego przydomek (shi) – Zhao (chiń. 趙), wywodził się od państwa Zhao, w którym przyszedł na świat. Przez sobie współczesnych było określany jako Zhao Zheng (co na język polski można przetłumaczyć również jako „Zheng z Zhao”).
Po zjednoczeniu Chin władca przyjął nowy, wymyślony przez siebie tytuł – huangdi (皇帝). Powstał on z połączenia terminów huang (皇) oraz di (帝; por. Trzech Czcigodnych i Pięciu Cesarzy). Termin huangdi miał być nadrzędny wobec tytułu wanga, którym posługiwali się chińscy władcy od czasów dynastii Xia. Tytuł przypomina brzmieniem Żółtego Cesarza (Huang Di), bo cesarz utrzymywał, że jest potomkiem mitycznego władcy. Obecnie tytuł huangdi jest używany wymiennie z tytułem huang i na języki europejskie tłumaczony jest jako cesarz.
W przeciwieństwie do władców późniejszych dynastii, Qin Shi Huang nie miał również imienia pośmiertnego, jakim w starożytnych Chinach określali zmarłego m.in. jego potomkowie. Cesarz uważał, że zwyczaj wymyślania imienia pośmiertnego skłaniałby do oceny zmarłego, a więc i do dyskusji o jego dokonaniach, co nie powinno mieć miejsca. Dlatego uznał, że najlepiej będzie, jeśli sam pozostanie zapamiętany jako Pierwszy Cesarz, a jego następcy jako Drugi Cesarz, Trzeci Cesarz itd.
Uwaga: W polskich i zachodnich publikacjach prasowych często natknąć się można na sformułowanie cesarz Qin Shi Huang(di). Z uwagi na to, że terminy huang i huangdi oznaczają właśnie cesarza, jest to pleonazm, równie błędny jak np. „królowa Queen Elizabeth”. Prawidłowymi synonimami „Qin Shi Huanga” są „Shi Huangdi”, czyli „Pierwszy Cesarz” a także „cesarz Qin” itp. Zwrot Shi Huang jest jednak niespotykany, bo nie zachowuje trzysylabowego rytmu (w chińskim słowotwórstwie rytm odgrywa ważną rolę).

## Życiorys

### Pochodzenie i dzieciństwo
Według Sima Qiana ojcem Ying Zhenga był Zichu, syn króla Zhaoxianga i następca tronu w państwie Qin. Miał spłodzić Zhenga w 260 r. p.n.e., przebywając jako zakładnik w Handanie, stolicy sąsiedniego państwa Zhao. Matką chłopca była nałożnica Lü Buweia, bogatego miejscowego kupca, który zaprzyjaźnił się z zakładnikiem. Sima Qian pisze: "Spodobała mu się ona i wziął ją za żonę. Ona to właśnie urodziła Pierwszego Cesarza". Dziecko przyszło na świat w 259 r. p.n.e. w pierwszym miesiącu kalendarza księżycowego zwanym zheng (正), dlatego Zichu nadał mu homofoniczne imię Zheng (政).
Według innej wersji to sam Lü Buwei był ojcem przyszłego cesarza, a Zichu uznał go za swego następcę na skutek intrygi kupca. Niektórzy badacze uważają jednak, że wersję tę rozpowszechniali konfucjaniści, już po dojściu Zhenga do władzy. Rozpuszczając plotki o jego niegodnym pochodzeniu, mieli się mścić za prześladowania, którym ich poddał po ustanowieniu cesarstwa.

### Wstąpienie na tron i podbój Chin
Zheng zasiadł na tronie państwa Qin w 247 r. p.n.e., jako trzynastoletni chłopiec. Początkowo funkcję kanclerza na jego dworze pełnił Lü Buwei (wedle legendy jego faktyczny ojciec), którego w 246 r. p.n.e. zastąpił własny protegowany, Li Si. Pełnię władzy na dworze król objął w 238 r. p.n.e. po osiągnięciu pełnoletniości.
Armią Qinu dowodzili Mang Ao, Wang Qi oraz książę Biao. Tuż po przejęciu samodzielnych rządów Zheng musiał zdławić bunt. W 235 r. p.n.e. udało mu się wyzwolić spod kurateli nadal wpływowego Lü Buweia i w 234 r. rozpoczął wielką kampanię wojenną.
Już w 233 r. władca państwa Han był gotów uznać zwierzchnictwo Qinu, ale Zheng zmierzał do obalenia porządku feudalnego i budowy scentralizowanego organizmu państwowego. W 230 r. anektował Han.
W błyskawicznym tempie podbijał kolejne królestwa. W 228 r. padło Zhao, w 225 r. Wei, a w 223 r. Chu, pół wieku wcześniej zepchnięte na ziemie dzisiejszej prowincji Anhui. Rok później upadło Yan na wschodzie, a w 221 r. ostatnie z wielkich królestw starożytnych Chin – Qi. W ten sposób nastąpił kres Epoki Walczących Królestw.

### Edykt o podboju Chin

始皇帝
Shǐ Huángdì
„Pierwszy Cesarz"
(kaligrafia pismem małopieczęciowym
z 220 p.n.e.)

Podbiwszy wszystkie chińskie ziemie, król – jak pisze Sima Qian – wydał edykt skierowany do swych radców i cenzorów. W dokumencie uzasadniał podbój niegodziwym traktowaniem swej osoby ze strony pokonanych władców, a także dopominał się o zmianę przysługującego mu dotychczas tytułu wanga (króla). Według Sima Qiana dokument brzmiał następująco:
Niegdyś król Hanu oddał mi swoją ziemię i swą pieczęć prosząc, by mógł zostać moim lennikiem. Później jednak sprzeniewierzył się temu układowi, połączył się z krajami Zhao i Wei i bunt podniósł przeciw krajowi Qin. Dlatego też powiodłem moje wojska i śmiercią ukarałem buntowników. Wziąłem do niewoli ich króla. Sądziłem, że tak będzie dobrze i że może będę mógł zaprzestać wojen.
Król Zhao przysłał swego doradcę Li Mou, aby zawarł z nami sojusz. Dlatego też zwróciłem królowi Zhao jego syna, którego był mi dał jako zakładnika. Lecz on sprzeniewierzył się układowi i bunt wzniecił na ziemiach Taiyuanu. Dlatego też ruszyłem z mym wojskiem, śmiercią ukarałem buntowników i wziąłem ich króla. Lecz oto Jia, syn królewskiego domu Zhao, sam się ogłosił królem Taiu. Dlatego też zawołałem moje wojska, uderzyłem na niego i zmiażdżyłem go.
Król Wei początkowo pragnął zawrzeć układ z krajem Qin i poddać się nam, lecz później spiskował z krajami Han i Zhao, chcąc napaść na kraj Qin. Żołnierze i oficerowie królestwa Qin ukarali go śmiercią i pokonali jego kraj.
Król Chu wpierw mi sam w darze złożył ziemie położone na zachód od Qingyangu, lecz sprzeniewierzył się tej umowie i uderzył na naszą Komanderię Południową. Dlatego też zawołałem moje wojska i ukarałem go. Wziąłem do niewoli króla, a następnie zająłem ziemie jego kraju.
Król Yanu w zaślepieniu doprowadził do zamętu. Książę Tan, następca tronu, potajemnie nakazał Jing Ke, by mnie zamordował. Moi żołnierze i moi oficerowie ukarali go śmiercią i spustoszyli jego kraj.
Król Qi posłuchał rad Hou Shenga i zerwał stosunki z krajem Qin, pragnąc wywołać zamęt. Moi żołnierze i oficerowie moi ukarali ich śmiercią, wzięli do niewoli ich króla i podbili ziemię Qi.
Tak więc ja, pokorny i niewiele znaczący, zwołałem wojska, by śmiercią ukarać buntowników i siewców zamętu, a znalazłem oparcie w duchach Świątyni Przodków moich. Owych sześciu królów poniosło karę za swe zbrodnie. Cały świat jest pobity.
Jeśli więc teraz tytuł, jakim mnie nazywają nie ulegnie zmianie, nie zostaną uhonorowane moje zasługi, które mógłbym przekazać późniejszym pokoleniom. Zastanówcie się, panowie, nad tytułem, jaki nosić winien władca.

### Pierwszy Cesarz dynastii Qin i jego reformy

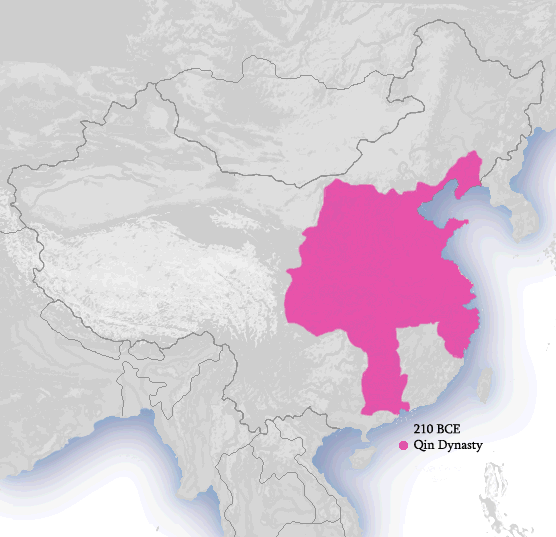
Państwo Qin ok. 210 p.n.e

W roku 221 p.n.e. Zheng ogłosił się pierwszym Huangdi – „cesarzem”. Przystąpił do reform mających na celu unifikację państwa i utrwalenie scentralizowanej władzy. Wybitny amerykański sinolog, John K. Fairbank porównuje jego dzieło do wcześniejszych o wiek podbojów Aleksandra Wielkiego.
Wykonawcą woli cesarza był kanclerz Li Si, zwolennik legizmu. Obszar kraju podzielono na 36 okręgów wojskowo-administracyjnych (tzw. komanderii), zaś odsuniętą od władzy szlachtę rodową zastąpiła centralna i lokalna biurokracja, bez prawa dziedziczenia urzędów. W ten sposób cesarz stworzył tzw. feudalizm biurokratyczny, który przesądził o odmienności Chin na tle dziejów m.in. od Europy i Japonii. Arystokrację przesiedlono do stolicy, gdzie nie mogła zbudować sobie zaplecza do ewentualnego buntu i gdzie łatwiej było kontrolować jej poczynania.
C.P. Fitzgerald pisze: Feudalna arystokracja została wytępiona, szlachta zrujnowana i rozproszona, poszukiwacze przygód wywodzący się z najniższych dołów społecznych objęli najwyższe stanowiska. We Wschodniej Azji aż do naszych czasównie zdarzyło się nic, co można by porównać z tak olbrzymią przemianą.
Cała broń zarekwirowana pokonanym, a niepotrzebna armiom Qin została przetopiona, dzięki czemu poważnie ograniczono ryzyko buntu. Równocześnie cesarz Qin zreorganizował i skonsolidował siły zbrojne w cesarstwie, po czym wysłał wojska na podbój sąsiednich terytoriów na północy i południu Chin. Wszystkie te przedsięwzięcia wymagały ogromnych nakładów pieniężnych, które uzyskiwano głównie z wysokiego opodatkowania ludności chłopskiej.
W 216 r. cesarz przeprowadził reformę agrarną, która w samym państwie Qin została przeprowadzona w latach 350-348 r. p.n.e. Zniesiono pańszczyznę, którą zamieniono na podatek proporcjonalny do uprawianego areału. Chłopi stali się właścicielami ziemi.

### Ujednolicenie kraju i spalenie ksiąg
Z woli władcy ujednolicone zostały w całym państwie: pismo, system pieniężny oraz miar i wag, a nawet rozmiary osi kół wozów – przyjęto normy Qin. Według historyków fakt ten ma ogromne znaczenie dla dziejów Chin, bo dzięki ujednoliceniu mogły się one przez wieki odradzać jako jeden organizm państwowy i nie doszło w nich do decentralizacji, takiej jak w Europie po upadku Rzymu. Przyczyniło się do tego m.in. ujednolicone pismo, dzięki któremu mieszkańcy odległych zakątków kraju mogli wymieniać informacje władając różnymi językami/dialektami.
Administracyjna niwelacja różnic kulturowych między starożytnymi państwami wzbudziła wielki opór ze strony miejscowych elit. Najzagorzalszymi krytykami Pierwszego Cesarza byli zwolennicy konfucjanizmu – doktryny zalecającej sprawowanie władzy w sposób kompletnie odmienny od tego, któremu hołdował władca.
W 213 r. cesarz ogłosił spalenie ksiąg, głównie konfucjańskich, co miało ograniczyć ryzyko rewolty uczonych. 460 z nich nakazał „zakopać żywcem". Część historyków uważa, że ten zwrot oznaczał po prostu egzekucję i ofiary tyrana zostały pochowane w stanie zgonu. Mimo obiegowej opinii, że spaleniu uległy wszystkie księgi, pozostawiono wszystkie dzieła praktyczne, skupiając się na niszczeniu klasyki konfucjańskiej. Warto pamiętać, że ówczesne chińskie księgi przechowywane były na bambusowych deszczułkach, a nie na papierze, który został wynaleziony najpóźniej na przełomie I-II wieku.
Rozprawa z uczonymi przysporzyła Cesarzowi Qinu złego imienia w annałach. Po upadku jego dynastii to właśnie konfucjanizm stał się dominującą ideologią Chin, a władca który go zwalczał został uznany za tyrana.

### Budowa Wielkiego Muru i inne przedsięwzięcia inżynieryjne
Wprowadzono przymusową pracę i zorganizowano wielkie roboty publiczne, związane z rozbudową Wielkiego Muru Chińskiego (głównie wały ziemne), budową kanałów nawadniających i sieci dróg, mających połączyć wszystkie okręgi ze stolicą. Niewykluczone, że właśnie poprzez organizację takich robót władca starał się ukierunkować energię podbitej ludności.
O ile spalenie ksiąg sprowadziło na cesarza niechęć uczonych, budowa muru przysporzyła mu niechęci wśród ludu. Przez setki lat przetrwały opowieści o ogromnych ofiarach w trakcie budowy. Szacuje się, że pochłonęła ona nawet milion istnień.
W 215 r. p.n.e. cesarz podjął decyzję o zabezpieczeniu swego państwa przed barbarzyńskimi plemionami ze stepów północy (nazywanymi wówczas Hu). W tym celu postanowił połączyć w jeden system mury wzniesione wcześniej przez chińskie państwa, które próbowały w ten sposób odizolować się od niebezpieczeństwa. 214 r. p.n.e. generał Meng Tian odepchnął barbarzyńców od Rzeki Żółtej i przystąpiono do budowy Wielkiego Muru. Do tego celu wykorzystano skazańców, w tym jednego z synów władcy. Jednocześnie przystąpiono do rozbiórki murów, które znalazły się w wewnętrznych granicach państwa, co miało je zabezpieczyć na wypadek buntów.
Rosnące obciążenie chłopstwa doprowadziło do wybuchu buntów chłopskich, wspieranych przez szlachtę rodową wysiedloną wcześniej ze swych posiadłości i pozbawioną przywilejów. Po śmierci cesarza doprowadziły one do upadku ustanowionej przez niego dynastii Qin.

### Ekspansja na południe i na wschód
Po 221 r. p.n.e. cesarz kontynuował podbój mniej zaludnionych i cywilizowanych ziem na południu Chin. Jego wojska posuwały się wzdłuż wybrzeża w 214 r. p.n.e., docierając do Annamu (dzisiejszy Wietnam), aż po Przylądek Varella. Aby ułatwić transport wojsk i zapasów na południe, nakazał połączenie dorzeczy Jangcy i Rzeki Zachodniej sztuczną drogą wodną, kanałem Lingqu.
W 219 r. p.n.e. cesarz zainicjował w Chinach politykę morską, wysyłając ekspedycję (złożoną z ludzi z kraju Qi), mającą na celu odnalezienie legendarnych Wysp Nieśmiertelności.

## Wygląd, osobowość a ocena

### Cesarz w oczach konfucjanistów
Konfucjanizm, od czasów dynastii Han dominujący prąd intelektualny w Chinach, widział w osobie Pierwszego Cesarza genialnego, lecz bezwzględnego i bezgranicznie pożądającego władzy tyrana. Konfucjaniści, w tym m.in. Xunzi, krytykowali legistyczny ustrój Qinu na długo przed podbojami Pierwszego Cesarza.
Po jego dojściu do władzy zwolennicy konfucjanizmu w państwie Qin zajęli stanowisko opozycyjne wobec władcy. Ponieważ legistyczna administracja Qinu nie przewidywała miejsca na jakąkolwiek krytykę, zaowocowało to konfliktem, uwieńczonym edyktem o spaleniu konfucjańskich ksiąg i zakopaniu żywcem 460 uczonych.
Po ustanowieniu dynastii Han uczony i mąż stanu Jia Yi (200-168 r. p.n.e.) podsumował panowanie Pierwszego Cesarza w eseju Błędy Qinu (过秦论). Wytknął mu gorączkową pogoń za władzą oraz bezwzględny ucisk ludu, w tym – przy budowie Wielkiego Muru. Napisana doskonałym językiem praca Jia Yi wywarła znaczący wpływ na dwu najważniejszych historyków z epoki Han – Sima Qiana oraz Ban Gu. Pomniejsi autorzy mieli wobec cesarza stosunek bardzo krytyczny, z czasem zaczęły nawet krążyć o nim opowieści wydumane, m.in. o tym, że z nieba spadł kamień z wyrytą krytyką władcy oraz zapowiedzią jego upadku. Takie historie miały świadczyć, że władzy cesarza sprzeciwiały się Niebiosa, bo stanowiła ona zaprzeczenie wszelkich konfucjańskich cnót.
Według Sima Qiana niejaki Wei Liao w 237 r. p.n.e. tak charakteryzował osobę władcy: „Król Qinu jest człowiekiem o wystającym nosie i szeroko rozstawionych oczach. Ma pierś ptaka drapieżnego i głos szakala. Mało w nim łaskawości, a serce ma tygrysa lub wilka. Gdy się znajdzie w kłopotach, z łatwością podda się innym ludziom. Gdy cel swój osiągnie, z tą samą łatwością będzie ludzi pożerał. Noszę jedynie płócienne szaty, a jednak przyjął mnie na posłuchaniu i we wszystkim okazywał, iż jest ode mnie niższy. Jeżeli rzeczywiście król Qinu cel swój osiągnie i zdobędzie świat cały, wówczas ludzie na świecie będą jego niewolnikami. Nie zdołam więc długo utrzymać się u jego boku." Wei Liao wypowiedziawszy te słowa „odszedł i zniknął”, ale król próbował go odnaleźć i uczynić konetablem, co ma świadczyć, iż uznał ten opis swej osoby za trafny.
Taka krytyczna ocena Pierwszego Cesarza utrzymywała się aż do końca XIX wieku.

### Rewizja nacjonalistyczna
Wraz z upadkiem potęgi Chin u schyłku dynastii Qing i zderzeniem cywilizacji chińskiej z zachodnimi kolonizatorami, zaczęto kwestionować konfucjański wizerunek zjednoczyciela Chin. Należący do Partii Narodowej historyk Xiao Yishan podkreślał rolę cesarza w oddaleniu zagrożenia ze strony barbarzyńców ze stepów na północy Chin, poprzez m.in. budowę Wielkiego Muru.
W wydanej w 1941 r. rewizjonistycznej biografii Pierwszego Cesarza (Qin Shi Huangdi Zhuan, 《秦始皇帝传》), historyk Ma Feibai (马非百) określał go jako „jednego z największych bohaterów chińskiej historii”. Ma porównywał starożytnego władcę z Czang Kaj-szekiem, w którym widział kontynuatora dzieła Pierwszego Cesarza.

### Mao Zedong i komuniści
Historycy po 1949 r. oceniali Pierwszego Cesarza według marksistowskich schematów, dokonując syntezy konfucjańskiej krytyki i nacjonalistycznej apologii. Władcę chwalono za dążenia unifikacyjne, ale ganiono za to, że reprezentował interesy klasy kupców przeciw chłopstwu, co miało być przyczyną upadku dynastii Qin. Porównany do Pierwszego Cesarza Mao Zedong, miał odpowiedzieć: „Pogrzebał żywcem 460 uczonych. Myśmy zagrzebali 46 tys. (...) Wy [inteligenci] łajecie nas za to, że jesteśmy jak Qin Shi Huang. Mylicie się, bo przewyższyliśmy go po stokroć”.
Pierwszy przywódca ChRL lubił się porównywać do Pierwszego Cesarza i traktował go jako wzór dla własnych działań. Uważał, że podobnie jak on, sam stoi ponad wszystkim i ma do wykonania wielką dziejową misję, którą musi realizować z cynizmem. W sierpniu 1958 r., Mao mówił: niemożliwe jest wprowadzenie decentralizacji bez dyktatury (...) Marksa i Qin Shi Huangdi trzeba połączyć. W 1965 r. powiedział Hồ Chí Minhowi: jedynym, który w dziejach Chin cokolwiek zdziałał, był Qin Shi Huangdi, Konfucjusz tylko głosił brednie. Od kilku tysięcy lat formalnie [obowiązywał] Konfucjusz, faktycznie postępowano według Qin Shihuangdi".
W latach 70. odkryto Terakotową Armię, co obaliło legendę mówiącą, że Cesarz pogrzebał się z żywymi żołnierzami, tak jak feudalni władcy, których za takie praktyki krytykował Konfucjusz. Odkrycie zbiegło się z faktem, że na Pierwszego Cesarza znów spojrzano łaskawszym okiem, m.in. za sprawą popularnej biografii pióra Hong Shidi z 1972 r., która rozeszła się w nakładzie 1,85 mln egz. W nowej ocenie wychwalano dążenia zjednoczeniowe króla Qinu, niewielką uwagę poświęcając jego obsesji w dążeniu do nieśmiertelności itd. W nowej ocenie marksiści zaczęli krytykować cesarza nie za służenie klasie wyzyskiwaczy, lecz za mało energiczne zwalczanie kontrrewolucjonistów, a także za dopuszczenie ich do urzędów.

### Cesarz w służbie idei zjednoczeniowej
Obecnie system edukacyjny i oficjalne media akcentują głównie zjednoczeniowe ambicje cesarza, bo idą one w parze z programem KPCh, którego celem po przyłączeniu do ChRL Hongkongu (1997) i Makau (1999) jest zjednoczenie z Tajwanem.
Wyrazem tej idei jest głośny film Zhanga Yimou pt. Hero (2002). To swego rodzaju historia alternatywna, w której oparty na postaci Jing Ke skrytobójca rezygnuje z zabicia władcy, wierząc, że wymuszone siłą zjednoczenie przyniesie więcej korzyści niż szkód.

## W kulturze popularnej
Rządy cesarza dały początek wielu legendom, m.in. dotyczącym jego grobowca, zamachów na jego życie itd. W ostatnich latach nakręcono o Pierwszym Cesarzu wiele filmów, powstało mnóstwo książek. Najważniejsze dzieła to:
- Cesarz i zabójca, film Chena Kaige (1999)
- Hero – film Zhanga Yimou (2003)
- Pierwszy Cesarz – opera wystawiana w Metropolitan Opera w Nowym Jorku (2006); w rolę cesarza wcielił się Plácido Domingo, muzykę skomponował Tan Dun, reżyseria – Zhang Yimou.
- Mumia: Grobowiec Cesarza Smoka – amerykańsko-niemiecko-kanadyjski film przygodowy z 2008, w którym w rolę cesarza wcielił się Jet Li, reżyseria – Rob Cohen.
- Qin Shi Huang przewodzi cywilizacji chińskiej w grze Civilization IV i Civilization VI.
- Qin Shi Huang walczył z Hadesem po stronie ludzi w anime Walkirie kresu dziejów – Record of Ragnarok
- Qin Shi Huang jest królem Qin W anime "Kingdom(inne języki)" przedstawiony jako Ei Sei